# Alberto Lleras Camargo
Alberto Lleras Camargo (Bogotá, 3 de julho de 1906 - Bogotá, 4 de janeiro de 1990) foi um importante diplomata colombiano e destacada figura política. Foi membro do Partido Liberal da Colômbia, congressista (entre 1931 e 1935), ministro da Educação e presidente de seu país em duas ocasiões: entre 1945 e 1946, e de 1958 a 1962. Em 1943 foi embaixador nos Estados Unidos, e entre 1948 e 1954 foi secretário geral da OEA.
Em 1931, casou-se com Berta Puga, e juntos tiveram quatro crianças: Alberto, Ximena, Marcela e Consuelo Lleras Puga.